# Чупич, Чедомир

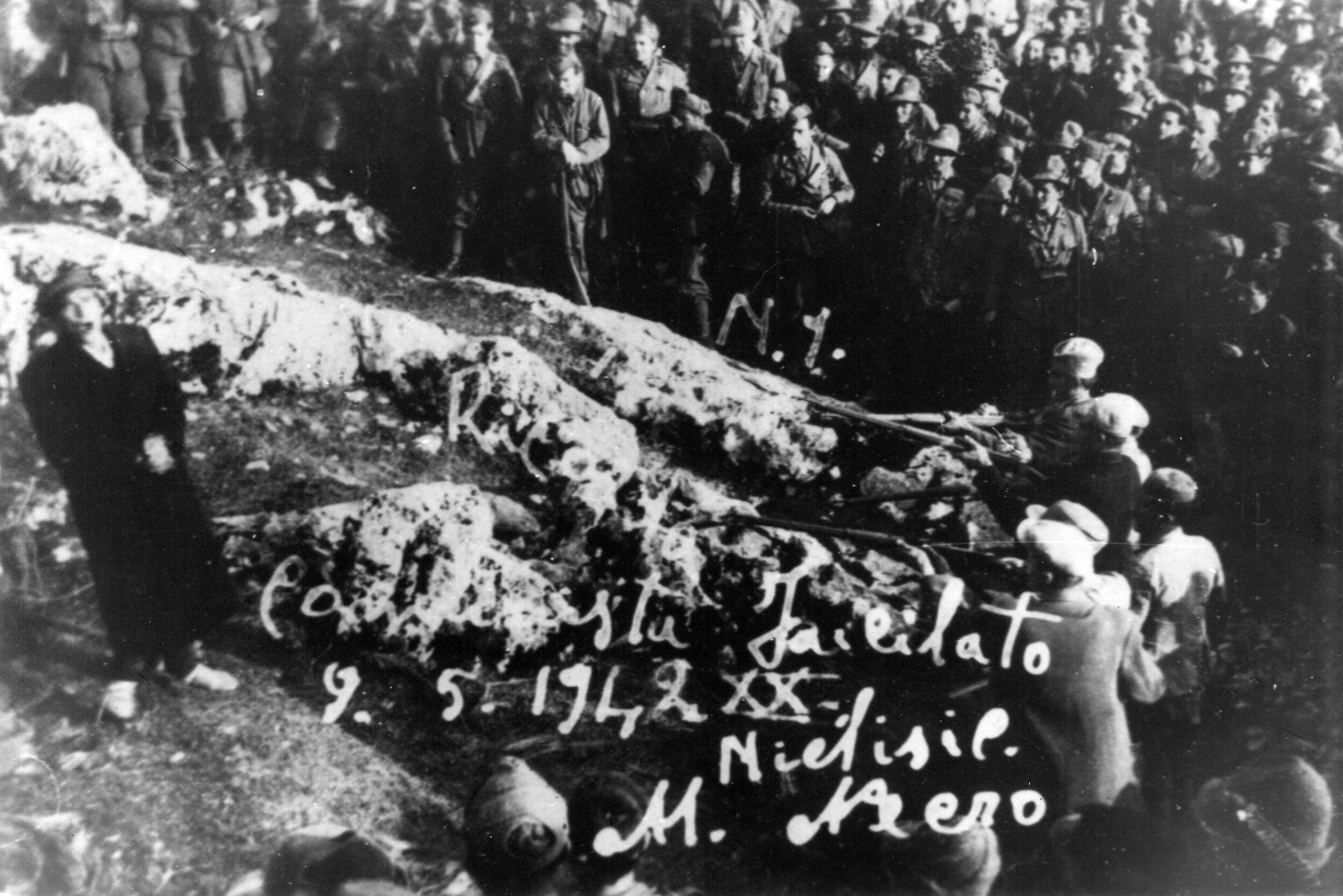
Расстрел Чупича

Чедомир «Любо» Чупич (серб. Чедомир «Љубо» Чупић; 1913, США — 9 мая 1942, Петрова-Главица, Недичевская Сербия) — югославский черногорский студент, участник Народно-освободительной войны Югославии. Народный герой Югославии. Сделанная перед расстрелом фотография, на которой Чедомир Чупич как ни в чём не бывало продолжает улыбаться, обошла весь мир и стала одним из символов Народно-освободительной войны.

## Биография
Родился в 1913 году в семье Савы и Станы Чупич (в девичестве Бурич). Десятый ребёнок в семье. Родители — уроженцы Загреды, долгое время жили в Америке. В 1930-е годы Чедомир переехал в Югославию, в город Никшич, где окончил школу. Учился на юридическом факультете Белградского университета, в 1940 году был принят в Коммунистическую партию. С июля 1941 года состоял в партизанском движении: покинув Никшич, он вступил в партизанскую роту имени Джуро Джаковича, в которой служили уроженцы Никшича. Позднее рота была преобразована в Никшичский партизанский отряд, и в отдельной роте этого отряда служил Чедомир.
В апреле 1942 года четники на Кабленой-Главице захватили его в плен, однако даже под пытками он отказался переходить на их сторону. Во время суда и оглашения приговора Чупич проявлял невиданную выдержку и улыбался, когда ему зачитывали смертный приговор. 9 мая 1942 года Чедомир был расстрелян на Петрове-Главице. Перед расстрелом был сделан его снимок, на котором тот улыбался и не показывал своего страха (он даже смеялся с товарищами по несчастью). Сам же Чедомир за считанные минуты до расстрела только крикнул: «Да здравствует славная коммунистическая партия!»
10 июля 1953 ему было посмертно присвоено звание Народного героя Югославии. Его имя носит одна из улиц Подгорицы.